# Dmitrij Vasil'ev (sciatore 1979)
Dmitrij Viktorovič Vasil'ev (in russo Дмитрий Викторович Васильев?; Ufa, 26 dicembre 1979) è un saltatore con gli sci russo.
Nelle liste FIS è registrato come Dimitry Vassiliev.

## Biografia
In Coppa del Mondo ha esordito il 20 dicembre 1998 a Harrachov (46°) e ha ottenuto il primo podio il 1º gennaio 2001 a Garmisch-Partenkirchen (2°).
In carriera ha preso parte a due edizioni dei Giochi olimpici invernali, Torino 2006 (10° nel trampolino normale, 17° nel trampolino lungo, 8° nella gara a squadre) e Soči 2014 (26º nel trampolino lungo, 9º nella gara a squadre), a dieci dei Campionati mondiali (5° nella gara a squadre dal trampolino normale a Oberstdorf 2005 il miglior risultato) e a sette dei Mondiali di volo (5° nella gara a squadre a Oberstdorf 2008 il miglior risultato).

## Palmarès

### Coppa del Mondo
- Miglior piazzamento in classifica generale: 5º nel 2009
- 11 podi (9 individuali, 2 a squadre):
  - 4 secondi posti (3 individuali, 1 a squadre)
  - 7 terzi posti (6 individuali, 1 a squadre)

#### Torneo dei quattro trampolini
- 3 podi di tappa[1]:
  - 1 secondo posto
  - 2 terzi posti

#### Nordic Tournament
- 3 podi di tappa[1]:
  - 1 secondo posto
  - 2 terzi posti